# Adrien de Meeûs
Pour les articles homonymes, voir Meeûs.
Adrien Albert Eugène Émile Antoine, comte de Meeûs, dit en littérature Adrien de Meeüs, né le 18 juin 1900 à Court-Saint-Étienne en Belgique et mort le 29 octobre 1976 à Nice, est un écrivain maurrassien belge.

## Biographie
Paul Dresse de Lébioles, cousin germain d'Adrien par leurs mères nées Delloye, et comme lui maurrassien belge confirmé, explique qu'Adrien est né le jour de l'anniversaire du centenaire de la bataille de Waterloo et que cela a renforcé en lui un vif attachement pour la France. Adrien avait une grand-mère bretonne, une du Couëdic, famille noble qui s'est particulièrement illustrée dans la marine royale française.

### Formation
Il vécut avec ses parents et son frère Robert au 15 Avenue de Tervuren dans un superbe hôtel de maître d'Etterbeek signé par l'architecte A. Verhelle qui allait servir beaucoup plus tard à l'IAD (Institut des Arts et Diffusion).
Adrien de Meeüs, suit ses études au collège Saint-Michel, connu pour son enseignement des théories maurrassiennes. Elles circulent énormément au sein de l'établissement. Le collège accueillera même plus tard le fils de Léon Daudet, grand maurrassien en exil en Belgique pendant quelques années.

### La Première Guerre mondiale
Lors de la Grande Guerre, Adrien s'exile en Angleterre puis à Nice en France. Là, il a l'occasion de lire le périodique l'Action française. Il dévore littéralement les écrits maurrassiens. Lors de cette guerre le quotidien l’Action française ne parvient plus en Belgique, ce qui peut expliquer une évolution différente d’Adrien de Meeûs par rapport à d’autres maurrassiens belges.

### Les années 1920
Après la Première Guerre mondiale, Adrien de Meeüs rentre à Bruxelles. Il fonde avec Paul et André Laloux, l'association Les Amis belges de l'Action française. Parallèlement, il entre à La Nation belge, dans l'équipe de Fernand Neuray, grand journaliste maurrassien de l'époque.
Adrien est un écrivain. Il écrit énormément d'œuvres poétiques, mais il se définit également comme un écrivain d'histoire. Il n'a eu comme formation universitaire qu'une année de philosophie qu'il arrête à la suite de problèmes de santé. Son Histoire de Belgique, publiée en 1928, sera à la fois fort critiquée par certaines autorités intellectuelles, et ravie par d'autres. Meeûs se justifiera en répondant dans un article du Flambeau en 1929 : « Comment j'ai essayé d'écrire l'histoire de Belgique ». On lui reproche de « présenter la défense des maîtres successifs de nos provinces contre les apologistes de la liberté démocratique, voire des libertés si chères au cœur des Belges » . Cet argument défavorable semble être fort proche des théories maurrassiennes.
Adrien de Meeüs ne semble pas bien lors des années 1920-1930. Il reste souvent seul, sans une bonne hygiène de vie et provoque les sarcasmes et inquiétudes de sa famille. Les membres de sa famille essayent de l'envoyer faire des cures en montagnes, que ça soit en France, en Italie ou en Suisse. Il suivra un traitement à l'hôtel des Bruyères où le docteur Bordet s'occupe de lui. Ces séjours à Francorchamps sont très bénéfiques pour Adrien de Meeûs, ce dernier rencontrant l'élite intellectuelle scientifique, sociale et économique. Adrien se retire des idées de Maurras pour adopter les vues de Jacques Bainville, maurrassien plus modéré.

### Les années 1940 et après
Adrien de Meeûs va vivre assez difficilement la Seconde Guerre mondiale. Il vivra exilé en France, à Nice. La suite de son existence est composée de malchances dans ses investissements. Il écrit plusieurs articles de politique étrangère dans Le Soir, et il va ainsi profiter de son expérience de journaliste. Il épouse Renée Mérienne en décembre 1951 à la cathédrale de Monaco. Il se fait entendre de moins en moins et tombe peu à peu dans l'oubli, alors qu'Adrien était précédemment considéré comme un conférencier important de l’Action française.[réf. nécessaire]
En 1960, il s'était installé au Maroc, mais le terrible séisme d'Agadir de 1960 le ruina complètement. C'est alors qu'il revint à Nice.

## Œuvres
- Ode aux destins (1925)
- Histoire de Belgique, Paris, Éditions Plon, 1928[3]
- Histoire de Belgique illustrée, Bruxelles, Belgique, Éditions G. Van Oest, 1930
- Histoire de la Littérature française moderne, (1931)
- Le Coup de force de 1660, Bruxelles, Belgique, Nouvelle société d'éditions, 1935
- Au pays où les femmes sont reines, Paris, llustrations de Suzanne Francis, Les Éditions de France, 1938
- Amusante Amérique, Paris, Éditions Flammarion, 1938
- Week-end aux tropiques, Liège, Belgique, Éditions A. Maréchal, 1946
- Explication de l'Allemagne actuelle, Liège, Belgique, Éditions Maréchal, 1945
- Le romantisme, Paris, Éditions A. Fayard, 1948
- Le Voyage avec l'ironie, Revue Audace, Bruxelles, 1957, volume 19.
- Histoire des Belges, Paris, Éditions A. Fayard, 1958[4] - Prix de la langue-française de l’Académie française en 1959[5].
- L'amour et la mort, Ed. Malaga, 1963 (hors commerce), tiré à 99 exemplaires
- La double vie de Jean Racine, Dans les Cahiers Raciniens, Neuilly-sur -Seine, 1966

- ARTICLE DU FIGARO du 15 mai 1940 : Bruxelles "protégé" par les bombes de Hitler.  Ce que j'ai vu, le 10 mai, à mon réveil. (Article écrit dès son arrivée à Paris à la demande des autorités françaises pour épouvanter les Français).  Il parla également à la Radiodiffusion de cette invasion qu'il n'avait pas vue.
- Il a également écrit des articles pour le journal Le Soir et dans les Cahiers léopoldiens. 
  - Le rayonnement mondial d'Anvers au XVIe siècle, Cahiers Léopoldiens, n°5, page  14, Tervuren, janvier 1960
  - Bruxelles au XVIe siècle devint un des centres de la vie européenne, Cahiers léopoldiens, n°17, page 39, Tervuren, juin 1962.